# Ruslan Kambolov
Bản mẫu:Eastern Slavic name
Ruslan Aleksandrovich Kambolov (tiếng Nga: Руслан Александрович Камболов; sinh ngày 1 tháng 1 năm 1990) là một cầu thủ bóng đá người Nga hiện tại thi đấu cho F.K. Rubin Kazan. He plays at trung vệ hay tiền vệ phòng ngự positions.

## Quốc tế
Kambolov ra mắt cho Đội tuyển bóng đá quốc gia Nga vào ngày 31 tháng 3 năm 2015 trong trận giao hữu với Kazakhstan.
Vào ngày 11 tháng 5 năm 2018, anh có tên trong đội hình sơ loại của Nga tham dự Giải vô địch bóng đá thế giới 2018. Due to injury, he was replaced by Sergei Ignashevich ngày 14 tháng 5.

## Thống kê sự nghiệp
Tính đến 13 tháng 5 năm 2018
| Câu lạc bộ              | Mùa giải            | Giải vô địch                | Giải vô địch | Giải vô địch | Cúp     | Cúp       | Châu lục | Châu lục  | Tổng cộng | Tổng cộng |
| Câu lạc bộ              | Mùa giải            | Hạng đấu                    | Số trận      | Bàn thắng    | Số trận | Bàn thắng | Số trận  | Bàn thắng | Số trận   | Bàn thắng |
| ----------------------- | ------------------- | --------------------------- | ------------ | ------------ | ------- | --------- | -------- | --------- | --------- | --------- |
| Lokomotiv Moskva        | 2007                | Giải bóng đá ngoại hạng Nga | 1            | 0            | 0       | 0         | 0        | 0         | 1         | 0         |
| Lokomotiv Moskva        | 2008                | Giải bóng đá ngoại hạng Nga | 8            | 0            | 2       | 0         | –        | –         | 10        | 0         |
| Lokomotiv Moskva        | 2009                | Giải bóng đá ngoại hạng Nga | 4            | 0            | 1       | 0         | –        | –         | 5         | 0         |
| Lokomotiv Moskva        | 2010                | Giải bóng đá ngoại hạng Nga | 1            | 0            | 0       | 0         | 0        | 0         | 1         | 0         |
| Lokomotiv Moskva        | Tổng cộng           | Tổng cộng                   | 14           | 0            | 3       | 0         | 0        | 0         | 17        | 0         |
| Nizhny Novgorod         | 2011–12             | FNL                         | 11           | 0            | 1       | 0         | –        | –         | 12        | 0         |
| Volgar Astrakhan        | 2011–12             | FNL                         | 6            | 0            | 0       | 0         | –        | –         | 6         | 0         |
| Volgar Astrakhan        | 2012–13             | FNL                         | 5            | 0            | 0       | 0         | –        | –         | 5         | 0         |
| Volgar Astrakhan        | Tổng cộng           | Tổng cộng                   | 11           | 0            | 0       | 0         | 0        | 0         | 11        | 0         |
| Neftekhimik Nizhnekamsk | 2013–14             | FNL                         | 16           | 2            | 0       | 0         | –        | –         | 16        | 2         |
| Rubin Kazan             | 2013–14             | Giải bóng đá ngoại hạng Nga | 1            | 0            | –       | –         | 0        | 0         | 1         | 0         |
| Rubin Kazan             | 2014–15             | Giải bóng đá ngoại hạng Nga | 19           | 0            | 2       | 0         | –        | –         | 21        | 0         |
| Rubin Kazan             | 2015–16             | Giải bóng đá ngoại hạng Nga | 27           | 0            | 0       | 0         | 9        | 0         | 36        | 0         |
| Rubin Kazan             | 2016–17             | Giải bóng đá ngoại hạng Nga | 19           | 1            | 2       | 0         | –        | –         | 21        | 1         |
| Rubin Kazan             | 2017–18             | Giải bóng đá ngoại hạng Nga | 20           | 0            | 1       | 0         | –        | –         | 21        | 0         |
| Rubin Kazan             | Tổng cộng           | Tổng cộng                   | 86           | 1            | 5       | 0         | 9        | 0         | 100       | 1         |
| Tổng cộng sự nghiệp     | Tổng cộng sự nghiệp | Tổng cộng sự nghiệp         | 138          | 3            | 9       | 0         | 9        | 0         | 156       | 3         |